# Conamblys caesarius
Conamblys caesarius är en skalbaggsart som beskrevs av Schmidt 1922. Conamblys caesarius ingår i släktet Conamblys och familjen långhorningar.
Artens utbredningsområde är Liberia. Inga underarter finns listade i Catalogue of Life.